# IC 5017
IC 5017 — галактика типу S0     R () у сузір'ї Індіанець.
Цей об'єкт міститься в оригінальній редакції індексного каталогу.